# Nanga Parbat
Nanga Parbat (Ngọn núi trần trụi), Urdu: نانگا پربت [nəŋɡaː pərbət̪]) với chiều cao 8.126 mét (26.660 ft), đây là ngọn núi cao thứ 9 thế giới. Ngọn núi nằm ở sườn tây của dãy núi Hi Mã Lạp Sơn thuộc khu vực Gilgit-Baltistan của Pakistan.
Ngọn núi này còn có tên gọi khác là "Kẻ ăn thịt người" hay "Núi quỷ". Núi này là nơi chứng kiến nhiều tai nạn chôn vùi trong tuyết của người leo núi. Ở đây có nhiều vách đá dựng cao nhất thế giới, đặc biệt ở phía nam mọc lên bức tường cao 4.600 m.
Các cố gắng vượt qua một đỉnh núi cao trên 8000 mét đầu tiên được ghi nhận là trong chuyến thám hiểm của Albert F. Mummery và J. Norman Collie, họ đã cố đến núi Nanga Parbat tại Kashmir (nay là Gilgit-Baltistan, Pakistan) vào năm 1895; song nỗ lực này đã thất bại khi Mummery và hai Gurkha khác là Ragobir và Goman Singh thiệt mạng vì gặp phải một trận lở tuyết.